# Benny

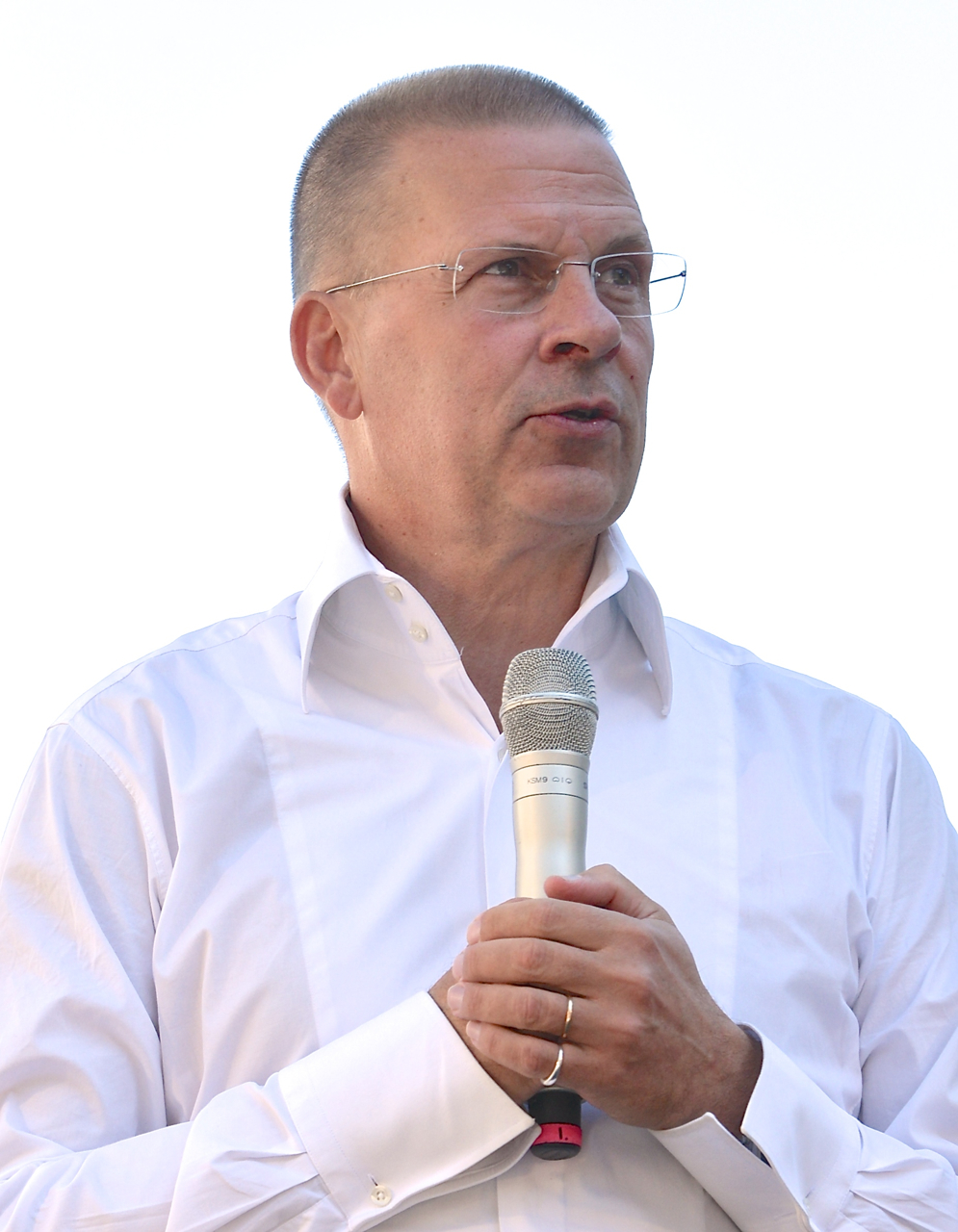
Benny Fredriksson, 2013.

Benny är ett namn och även ett smeknamn för Benjamin. Det är ett relativt vanligt namn i Sverige; 10 792 män har det som förnamn och fler än hälften av dessa har det som tilltalsnamn. Dessutom finns i Sverige 43 kvinnor som har Benny som förnamn. 
Namnsdag saknas i Sverige. I den finlandssvenska namnsdagslängden har Benny namnsdag 20 december sedan 1995.

## Personer med namnet Benny/Benni
- Benny Andersson (1946–), svensk musiker
- Benny Andersson (1949–), svensk ishockeyspelare
- Benny Fredriksson (1959–2018), svensk skådespelare och teaterregissör
- Benny Goodman (1909–1986), amerikansk musiker
- Benny Haag (1961–), svensk skådespelare
- Benny Hill (1924–1992), engelsk komiker
- Benny Kohlberg (1954–), svensk längdskidåkare
- Benni Ljungbeck (1958–), svensk brottare, OS-brons 1980

## Fiktiva figurer med namnet Benny
- Benny Guldfot – en figur i en brittisk fotbollsserie
- Benny Fredriksson (Bert-serien) – en figur i Bert-serien